# Объект 1200
Объект 1200 — советская опытная боевая машина пехоты. Разработана в конструкторском бюро Брянского Автомобильного Завода (БАЗ). Серийно не производилась.

## История создания
В начале 1960-х годов по заданию Министерства Обороны СССР на ряде оборонных предприятий СССР были начаты разработки нового типа бронированных транспортных средств для мотострелковых подразделений. В числе основных предъявляемых требований были:
1. Защита от средств массового поражения;
2. Значительная огневая мощь;
3. Преодоление водных преград;
4. Возможность самостоятельной борьбы с танками противника.

Одной из таких разработок являлся «Объект 1200». Разработка которого была начата в 1964 году на БАЗе под руководством главного конструктора Розова Рафаила Александровича. В сентябре 1965 года был создан макетный образец, без установки в башню орудия, пулемёта и пусковой установки.

## Описание конструкции
«Объект 1200» выполнен на специальной базе, десант размещался спереди и сзади боевого отделения. Выход осуществлялся через пороговую дверь.

### Броневой корпус и башня
В башне размещалось орудие и спаренный с ним пулемёт. Башня и корпус представляли сварную конструкцию из катанных броневых листов стали.
Конструкция и схема башни повторяла конструкцию БМП-1.
Силовая установка располагалась в корме слева. Спереди корпуса располагалась лебёдка и волноотражательный щиток.

### Вооружение
Основным вооружением являлось гладкоствольное 73-мм орудие-пусковая установка 2А28 «Гром». Боекомплект составлял 40 выстрелов.
С основным орудием был спарен танковый вариант 7,62-мм пулемёта Калашникова (ПКТ). Возимый боекомплект составлял 2000 патронов.
Для борьбы с танками на машине была установлена пусковая установка противотанковой управляемой ракеты 9М14 «Малютка». Возимый боекомплект составлял 4 ракеты.

### Ходовая часть
В машине была установлена гидропневматическая подвеска, благодаря которой машина была способна изменять дорожный просвет. Также использовались широкопрофильные шины с системой централизованной подкачки.
В качестве водомётного движителя использовались водомёты танка ПТ-76.

## Судьба машины
Конкурсные испытания машина выдержала. Однако предпочтение Министерства Обороны было отдано БМП-1, и «Объект 1200» не был принят на вооружение. После этого машину отправили в Бронетанковый музей в Кубинке, где он находится и поныне.
- Объект 1200 в музее БТВТ в Кубинке